# Папуларна црна дерматоза
Папуларна црна дерматоза (ПЦД лат. dermatosis papulosa nigra) коју иако неки сматрају варијантом себороичне кератозе, она је клинички карактеристичан ентитет, који се налази скоро искључиво код одраслих црнаца, са превлашћу код црних жена. Често је присутна породична предиспозиција. Карактерише се  постојањем више малих пигментираних папула, са склоношћу ла маларном делу лица. Могу бити захваћени и врат и горњи део трупа. Лезије су пронађене код 10% до 35% припадника црне популације у Сједињеним Америчким Државама. Пријављен је и еруптивни облик у вези са аденокарциномом дебелог црева.

## Епидемиологија
Учесталост
Док су раније америчке студије откриле 10% учесталости код одраслих црних особа, новији подаци указују на учесталост од приближно 35% у овој популацији.
Подаци који се односе на глобалну учесталост папуларне црне дерматозе су непотпуни.
Раса
Папуларна црна дерматоза погађа до 35% афроамеричке популације. Најмању учесталост болести имају црне особе светле пути. Чини се да је болест чешћа код људи са Фитцпатриковим типом коже VI. 
Папуларна црна дерматоза се такође јавља међу Азијатима, иако је тачна инциденција непозната. Конкретно, стање је пријављено код афричких особа, Хан Кинеза, филипинског и вијетнамског порекла.
Пријављен је само један случај папуларне црне дерматозе код детета беле расе.
Пол
Жене су чешће погођене него мушкарци.
Старост
Папуларна црна дерматоза обично почиње у адолесценцији и ретка је код особа млађих од 7 година. Међутим, стање је забележено и код пацијената млађих од 3 године.
Инциденција папуларне црне дерматозе, као и број и величина појединачних лезија, расте са годинама.

## Патофизиологија
Тачна патофизиологија папуларне црне дерматозе није позната. Болест  је вероватно генетски условљен, са 40-54% пацијената који имају породичну анамнезу. Верује се да је папуларне црне дерматозе узрокована невоидним развојним дефектом пилосебацеозног фоликула. Неки истраживачи су предложили да папуларне црне дерматозу треба сврстати у групу епителних младежа (невуса).
Папуларне црне дерматозе дели мутацију у FGFR3 са себороичним кератозама, иако папуларна црна дерматоза не укључује мутацију у PIK3CA, за разлику од себороичне кератоза.

### Хистопатологија
ПЦД карактерише хиперкератоза, издужене и међусобно повезане рете гребена и хиперпигментација базалног слоја коже. Често постоје инвагинације епидермиса испуњене кератином. Слика је слична оној код мрежасте себороичне кератозе. За разлику од себороичних кератоза, епителна пролиферација код папуларне црне дермтозе обично није састављена од базалоидних ћелија.

## Клиничка слика
Лезије обично почињу током пубертета. Имају тенденцију да се стално повећавају у броју и величини како појединац стари.
Дерматосис папулоса нигра карактеришу вишеструке, чврсте, глатке, тамно смеђе до црне, спљоштене папуле пречника 1-5 мм. Лезије се јављају углавном на маларном делу лица и на челу, мада се могу наћи и на врату, горњем делу леђа и грудима. Мали проценат пацијената има сличне лезије на горњем делу трупа. Не појављују се љуштење, крусте и улцерације.

## Диференцијална дијагноза
- Меланоцитни младежи

- Себороична кератоза

## Терапија
Ниједан третман генерално није индикован за  ПЦД осим ако лезије нису козметички непожељне. Агресивни терапијски модалитети се могу компликовати постоперативном хиперпигментацијом или хипопигментацијом или ожиљцима. Формирање келоида је потенцијална компликација. Због тога је препоручљиво конзервативно лечење.
Абразивна киретажа са или без анестезије, површинска криотерапија течним азотом и електродесикација праћена киретажом су се показале ефикасним.
Ласерска терапија је такође примењивана, и она постаје све чешћа као модалитет лечења. Конкретно, Фурукава и сарадници су 5-10 месеци лечили 3 јапанске пацијенткиње ласером на угљен-диоксиду са добрим резултатима. Третмани ласером (који су сви дали добре резултате) спровођени су до сада:
- 532 nm диодним ласером,
- 532 nm калијум-титанилфосфатним ласером,
- 585 nm импулсним ласером у боји,
- 1.064 nm неодимијумом допираним итријум-алуминијумским гранатним (Нд:ИАГ) ласером,
- 10,600 nm ласером на угљенику,
- оксидним 5 nm фракционисаним ласером.

Топикална крема са лидокаином/прилокаином и топикална крема са лидокаином, показале су се ефикасне за пружање локалне анестезије.
Са свим терапијама током њихове примене треба бити опрезан да би се смањила дубина лечења.

## Прогноза
Прогноза за пацијенте са папуларном црном дерматозом је одлична јер није премалигно стање нити је стање повезано са било којом основном системском болешћу. Међутим, лезије код папуларне црне дерматозе не показују тенденцију спонтане регресије и постепено се повећавају у броју и величини са годинама живота.